# Barlaam et Josaphat
Pour les articles homonymes, voir Josaphat et Saint Josaphat.

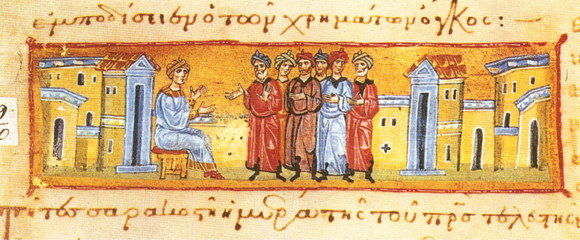
Enluminure du XIIIe siècle figurant Josaphat annonçant son départ. Mont Athos, Iviron cod. 463

Barlaam et Josaphat ou Joasaph est une version christianisée de la « Vie du Bodhisattva » un récit bouddhiste en sanskrit.
Cette « Vie du Bodhisattva » a donné naissance à un très grand nombre de versions en différentes langues parlées au Ier millénaire dans l'espace indo-perse. L'histoire de ce récit légendaire a pu être retracée depuis un texte du Bouddhisme mahāyāna en sanscrit datant du IIe – IVe siècle, jusqu'à une version manichéenne, qui a ensuite trouvé sa place dans la culture musulmane en langue arabe sous le nom de Kitab Bilawhar wa-Yudasaf (Livre de Bilawhar et Yudasaf), texte bien connu dans le Bagdad du VIIIe siècle. Elle est traduite en géorgien au IXe ou Xe siècle, où elle est alors christianisée. Cette version chrétienne est ensuite traduite en grec au Xe – XIe siècle par saint Euthyme l'Hagiorite (en) puis en latin au milieu du XIe siècle. À partir du XIIIe siècle, La Légende dorée, livre en français de Jacques de Voragine en assure la plus grande diffusion. Des attestations de la légende en sogdien incitent certains auteurs à penser à une provenance d'Asie centrale.
La légende originelle effectue un parallèle entre la vie de Budasaf (« Yuzasaf » en ourdou) et l'histoire du Bouddha. Comme Bouddha, Budasaf, s'étant rendu compte du poids de la souffrance dans la vie humaine, quitte le palais de son père pour s'engager sur le chemin de l'éveil. Le personnage principal du récit, Budasaf ou Yuzasaf n'est toutefois pas un Bouddha (un éveillé) mais un bodhisattva (un être promis à l'éveil).
Dans la version chrétienne, le roi Abenner ou Avenier d'Inde persécutait l'Église fondée dans son royaume par l'apôtre Thomas. Lorsque les astrologues ont prédit que son propre fils serait un jour chrétien, Abenner a pris le jeune prince Ioasaf (Josaphat) et l'a isolé de tout contact extérieur. Malgré cet enfermement, Josaphat a rencontré l'ermite saint Barlaam et s'est converti au christianisme. Josaphat a gardé sa foi, même face à la colère de son père ou à ses tentatives pour le convaincre. Finalement Abenner s'est lui-même converti, a remis son trône à Josaphat, et s'est retiré dans le désert pour devenir un ermite. Josaphat lui-même plus tard, abdiquera et se cachera avec Barlaam son ancien professeur.
Au Moyen Âge, Barlaam et Josaphat ont tous les deux été considérés comme des saints chrétiens et inclus au XVIe siècle dans les éditions du Martyrologe romain. Ils figurent dans le calendrier de l'Église orthodoxe de Grèce à la date du 26 août et figuraient dans celui de l'Église catholique romaine le 27 novembre. Dans la tradition slave de l'Église orthodoxe orientale, les deux saints sont commémorés le 2 décembre (19 novembre du calendrier julien).

## Dénomination
L'œuvre initiale écrite en sanskrit au début de l'ère chrétienne est intitulée Vie du Bodhisattva. Selon Lionel Obadia, Barlaam serait dérivé de Bouddha (« l'éveillé ») et Josaphat de Bodhisattva (« être promis à l'éveil »). Toutefois, même si les débats autour de cette question se sont apaisés, on ne peut pas dire que « cette transposition des deux concepts centraux du bouddhisme », fassent consensus.
Le mot sanskrit (Bodhisattva) a été changé pour Bodisav (ou Budasaf) lors de la traduction en langue persane par des manichéens quelques siècles plus tard (VIe  ou  VIIe siècle), puis en Yudasaf ou Judasaf dans un document en arabe probablement au VIIIe siècle,. Le titre de la version arabe est Kitab Bilawhar wa-Yudasaf (Livre de Bilawhar et Yudasaf). L'histoire est traduite en géorgien au IXe ou Xe siècle où elle est alors christianisée. Le jeune prince y est appelé Iodasaf et se convertit au message du Christ, sous l'influence du vieil ermite Barlaam, au grand dam de son père. Cette version christianisée est ensuite traduite en grec au début du XIe siècle par Euthyme l'Hagiorite (Joasap) et en Latin au milieu du XIe siècle sous la forme de Josaphat,. La version aujourd'hui considérée comme vulgate est la deuxième traduction latine à partir du grec, réalisée au XIIe siècle.
Les deux versions de l'histoire, chrétiennes et musulmanes, pourraient provenir toutes les deux de sources manichéennes, mais cette hypothèse ne fait pas l'unanimité. La version en sanskrit étant antérieure aux sources manichéennes.

## L'original bouddhiste

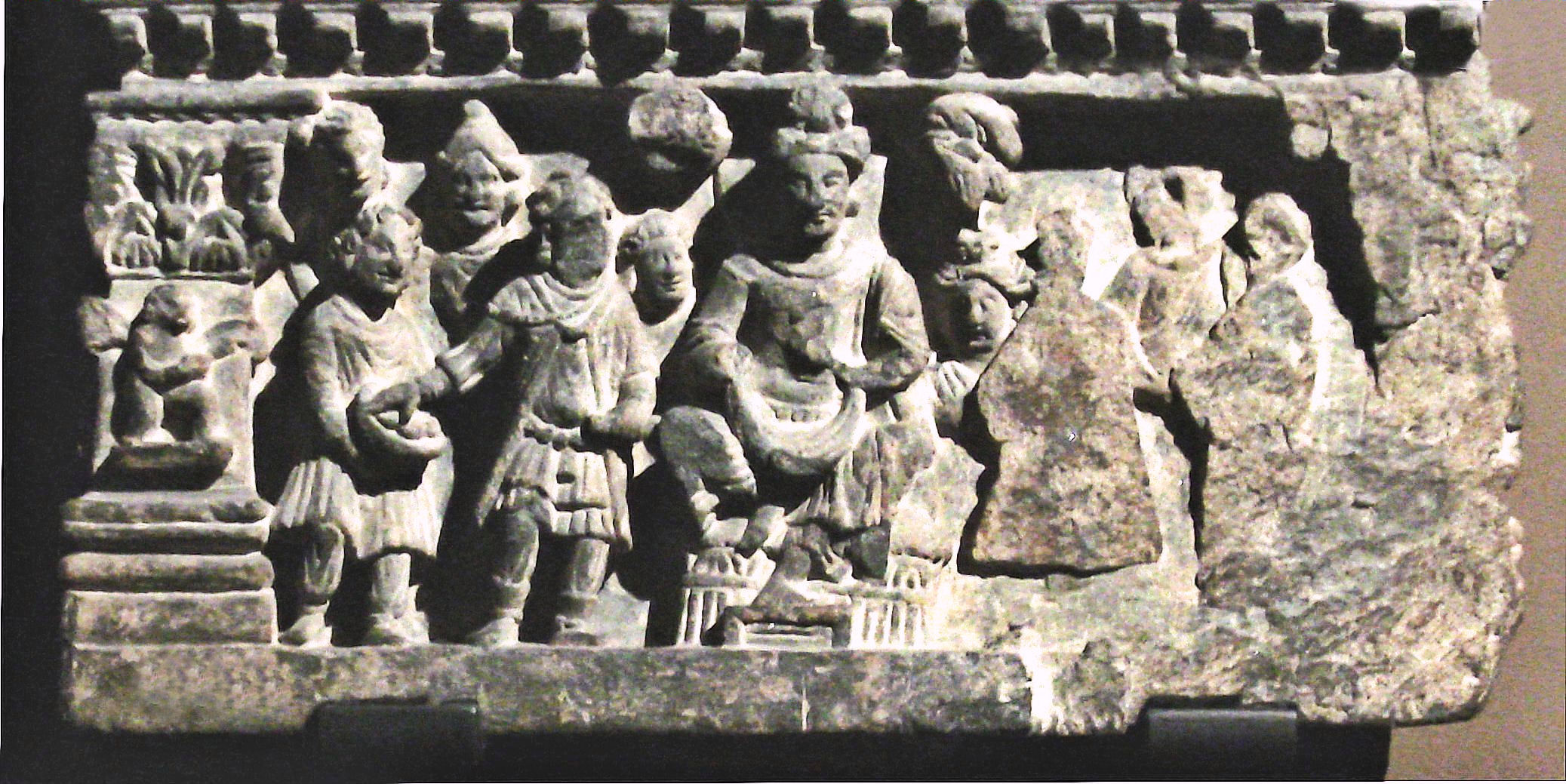
Frise kouchane représentant de Bodhisattva, c. IIIe siècle. Musée Guimet

La première version connue de ce récit légendaire est contenue dans le livre en sanskrit appelé Lalila-Vistara ou Lalitavistara sūtra. Il a ensuite été dérivé, à travers une variété de versions intermédiaires (arabe et géorgien), de l'histoire de la vie de Bouddha. Wilfred Cantwell Smith (en) (1981) a retracé l'histoire de ce texte du bouddhisme mahāyāna en sanscrit datant du IIe – IVe siècle, jusqu'à une version manichéenne, qui a ensuite trouvé sa place dans la culture musulmane en langue arabe sous le nom de Kitab Bilawhar wa-Yudasaf (Livre de Bilawhar et Yudasaf), texte bien connu dans le Bagdad du VIIIe siècle.
La légende originelle paraphrase l'histoire du Bouddha qui, s'étant rendu compte du poids de la souffrance dans la vie humaine, quitte le palais de son père pour s'engager sur le chemin de l'éveil. Le personnage principal du récit, « Yuzasaf » en ourdou – dérivé de « bodhisattva » –, est aidé sur son chemin par un sage du nom de « Bilhawar » qui, s'étant introduit déguisé à la cour royale, enseigne au prince au sujet de la délivrance de la souffrance. On trouve très tôt dans ce récit des influences chrétiennes comme la parabole du semeur de l'évangile selon Marc.

## Versions en sogdien et en tourfan
Selon Gernot L. Windfuhr, un fragment contenant 27 distiques de l'épopée de Barlaam et Josaphat (Bilauhar et Bfidisaf) en dialecte de Turfan de la langue ouïghoure au cours du Xe siècle fournit des preuves de la propagation au persan par l'ancien sogdien (Moyen-iranien) langue Transoxiane de l'Asie centrale. Pour Per Beskow, l'existence de cette antique version en sogdien laisse penser à une origine d'Asie centrale et à une propagation à partir de là dans le monde islamique et le monde chrétien.

## Version musulmane
L'histoire de Bilauhar u Buddsaf a été traduite en Pehlevi pendant la période sassanide et en arabe à l'époque de l'islam. Tandis qu'une première version du Pañchatantra en arabe (Kalila wa Dimna) a été réalisée vers 750 à partir d'une version en Pehlevi, c'est d'une version turque du Buddha Carita que le Kitab Balauhar wa Budasaf a été traduit en arabe. Ce n'est pas une traduction stricte du livre Buddhacarita (Actes de Buddha) en sanscrit, mais une collection de légendes. La version arabe s'appelle Kitab Balauhar wa Budasaf ou Balauhar wa Budasaf dans les versions du VIIIe – Xe siècle,,. Selon Mohsen Zakeri, la version de cette légende appelée Kitab Yudasaf mufrad mentionnée à Bagdad au VIIIe siècle pourrait être l’œuvre de Ibn al-Muqaffa, un manichéen converti à l'islam auteur du Kalila wa Dimna.
Au Xe siècle, plusieurs auteurs mentionnent cette histoire. Ibn al-Nadim (m. 998) écrit dans son Al-Fihrist (Catalogue) que Aban al-Lahiqi (m. 816) l'a restituée dans une version versifiée en arabe. Il existe aussi une version de Al Masû'dî (m. 965), Les Prés d'Or dont Bruce Lawrence estime qu'elle est le locus classicus pour la représentation de Budasaf dans la littérature musulmane. Les Rasâ’il al-Ikhwân al-Safâ’  (Les Épîtres des Frères de la Pureté, c. 960) se réfèrent à une conversation entre Balauhar et Yuzasaf,,.
Al-Tabari (839-923) affirme que Budasab dans sa première période a appelé le peuple à rejoindre la religion des Sabéens,, c'est-à-dire les baptistes.
Une addition de la version arabe de la légende - le Kitab Bilawhar-wa-Budhasaf - amène Budhasaf/Yudasaf accompagné d'un disciple au Cachemire où il meurt et est enterré. Selon David Marshall Lang (1966), Cachemire (arabe : كشمير) que l'on trouve dans certaines versions musulmanes de la vie de Budasaf pourrait venir de Kusinara (pali : كوشينر) qui est le lieu de la mort de Bouddha,. Pour Günter Grönbold, la dissociation de Budasaf-Yudasaf-Yuzasaf de Kusinara et une réassociation avec le Cachemire est particulièrement évidente dans les histoires du Cachemire de la période moghole, et au cours du XVIIe siècle connecté au sanctuaire Rozabal à Srinagar. Pour ses détracteurs chrétiens, c'est à partir de cette version dont il aurait eu connaissance dans une édition indienne de 1889, que Mirza Ghulam Ahmad, créateur de l'ahmadisme aurait composé vers 1900 le personnage de « Yuz Azaf » identifié à Jésus de Nazareth et vénéré depuis chez la ahmadis dont une tradition fait d'un mausolée à Srinagar la tombe de ce personnage qui a connu un certain renom médiatique en occident particulièrement à la fin des années 1970. Les ahmadis contestent cette analyse et font remarquer que le livre de Mirza Ghulam Ahmad ne fait référence qu'à des sources antiques en différentes langues.

## Yuz Asaf mort à Srinagar
Yuz Asaf est le nom d'un personnage qui est enterré dans le Roza Bal (Lieu de la tombe du prophète) à Srinagar au Cachemire qui est vénérée par une partie de la population locale, qu'elle soit musulmanne ou hindouiste, comme un saint, ou un prophète. Pour une partie de la population locale et pour les adeptes de l'Ahmadisme il s'agirait de Jésus de Nazareth (Îsâ), qui après avoir survécu à sa crucifixion aurait vécu une bonne partie du temps de l'autre côté de l'Euphrate et notamment en Inde et serait mort à un âge avancé à Srinagar. Pour assurer cette croyance, le fondateur de l'ahmadisme Mirza Ghulam Ahmad (mort en 1908) s'est appuyé sur ces traditions existantes à Srinagar ainsi que dans une petite communauté chrétienne de Hérat et aussi  sur des textes mentionnant Jésus rédigés en Pāli et sur les mentions de Isa-masiha (« Îsâ le Messie ») dans des textes de la culture hindoue, rédigés en sanskrit. Après quelques apparitions à ses disciples pour organiser sa prédication, Jésus « grand voyageur » serait parti à l'est de l'Euphrate pour rassembler les Tribus perdues d'Israël, ce qui l'aurait conduit à Srinagar, via Nisibe, Herat, Peshawar,. Selon Ghulam Ahmad, toutes ces régions auraient conservé dans leurs traditions le souvenir de son passage et il juge cet itinéraire logique si Jésus recherchait les Tribus perdues d'Israël. Mirza Ghulam Ahmad indique que selon des traditions présentes dans l'espace perse et en Inde, Jésus aurait été guéri des séquelles de la crucifixion, par une pommade bien précise, qui à la suite de cet événement se serait appelée « Marham-i-Isa » (pommade d'Îsâ),. Il se serait alors rendu en Inde. Cette thèse est développée dans son livre Masih Hindoustan-mein (ourdou 1899, Jésus en Inde), ou Ghulam a rendu le nom persan Yudasaf en deux mots : « Yuz Asaf ».
Cette version est très fortement contestée par des théologiens chrétiens dont Per Beskow. Selon lui, Mirza Ghulam Ahmad a composé vers 1900 le personnage de « Yuz Azaf », à partir d'une addition de la version arabe de la légende, le Kitab Bilawhar-wa-Budhasaf, qui amène ce personnage accompagné d'un disciple au Cachemire où il meurt et est enterré. Mirza Ghulam Ahmad aurait eu connaissance de cette version dans une édition indienne de 1888–1889.

## Version chrétienne
La légende grecque de « Barlaam et Joasaph » est parfois attribuée à Jean de Damas (676-749). Cette attribution est toutefois fortement contestée,. La première adaptation christianisée a été le récit épique géorgien Balavariani datant du Xe siècle. Un moine géorgien Euthymius d'Athos (en), a traduit l'histoire en grec quelque temps avant sa mort, lors d'une visite à Constantinople en 1028. L'adaptation grecque a été traduite en latin en 1048 et est devenue rapidement bien connue en Europe de l'Ouest sous le nom de Barlaam et Josaphat. Cette version en latin a facilité l'entrée de la légende dans les langues romanes.
L'histoire de Barlaam et Josaphat était populaire au Moyen Âge. « Les premières versions en français datent du XIIIe siècle. L'inclusion de La Vie de Barlaam et Josaphat dans La Légende dorée de Jacques de Voragine (c. 1228-1298) en a assuré la plus grande diffusion ».

### La légende
Pour une partie de la critique, l'histoire de « Barlaam et Josaphat » ou « Joasaph » est une version christianisée et tardive de l'histoire de Siddhartha Gautama, qui devint le Bouddha. Au Moyen Âge, ils ont tous les deux été considérés comme des saints chrétiens, étant entrés dans le calendrier grec-orthodoxe, et dans le Martyrologe romain de l’Église d'Occident comme « Barlaam et Josaphat ». Toutefois, le fait que ce soit le Bouddha lui-même — mort plusieurs siècles avant Jésus — qui ait été considéré comme un chrétien est contesté. Il pourrait s'agir d'un parallèle effectué entre la vie de celui qui est appelé Josaphat — présenté comme un saint chrétien — et le Bouddha. On ne dispose d'aucune donnée qui pourrait permettre d'identifier ce personnage dont le nom a beaucoup varié au fil des versions. Il en est de même pour le personnage de Barlaam.
Selon la légende, le roi Abenner ou Avenier d'Inde persécutait l'Église chrétienne, fondée dans son royaume par l'apôtre Thomas. Lorsque les astrologues ont prédit que son propre fils serait un jour chrétien, Abenner a pris le jeune prince Ioasaf (Josaphat) et l'a isolé de tout contact extérieur. Malgré cet enfermement, Josaphat a rencontré l'ermite Saint Barlaam et s'est converti au christianisme. Josaphat a gardé sa foi, même face à la colère de son père ou à ses tentatives pour le convaincre. Finalement, Abenner s'est converti, a remis son trône à Josaphat, et s'est retiré dans le désert pour devenir ermite. Plus tard, Josaphat lui-même abdique et se cache avec Barlaam, son ancien professeur.

## Postérité
La légende de Balauhar et Budasaf apparaît dans les textes persans comme Bilawhar wa Yudhâsâf dans le livre Ayn al-Hayat de Muhammad Baqir Baqir (1616-1698),,,.
L'histoire de Josaphat et Barlaam était populaire au Moyen Âge ; elle a d’abord été traduite du latin à partir d’un roman grec attribué à saint Jean Damascène, Barlaam et Josaphat, puis en français par Gui de Cambrai au XIIIe siècle. À la même époque, elle est traduite en hébreu par Abraham Ben Hisday (he). Le récit apparaît dans La Légende dorée et sert d’argument à plusieurs mystères français et italiens, dont le Mystère du roi Advenir. Encore populaire à la Renaissance, l’histoire est reprise par le Florentin Bernardo Pulci et, au début du XVIIe siècle (1611), par Félix Lope de Vega qui en fait le sujet d’une pièce de théâtre. Le troisième acte inspire à son tour Pedro Calderón de la Barca lorsqu’il compose La vida es sueño (La vie est un songe), en 1636, sur le thème du libre arbitre opposé au destin.
L'histoire de Barlaam et Josaphat a en outre préservé le texte – que l'on a longtemps cru perdu – de l'Apologie d'Aristide d'Athènes et dont l'identification ne fut réalisée qu'à la fin du XIXe siècle.
La vie de Barlaam et Josaphat apparaît aussi dans la scène des trois coffrets dans la tragi-comédie Le Marchand de Venise de William Shakespeare, via la traduction anglaise que William Caxton a effectuée depuis une version latine. Une version en Moyen haut-allemand a été décrite par Heinrich Heine, comme « pouvant être la fleur de la création littéraire religieuse à l'époque du Moyen haut-allemand ».

## Le jour de leur fête
Barlaam et Josaphat ont été canonisés et inclus dans les éditions du Martyrologe romain (fêté le 27 novembre) dès le XVIe siècle, – mais pas dans le Missel romain. Le calendrier liturgique de l'Église orthodoxe orientale le fête le 26 août dans la tradition grecque. Dans la tradition slave de l'Église orthodoxe orientale, les deux saints sont commémorés le 19 novembre, qui correspond au 2 décembre du calendrier grégorien, et l'Église orthodoxe géorgienne le 19 mai.